# Prosoplus abrynoides
Prosoplus abrynoides là một loài bọ cánh cứng trong họ Cerambycidae.